# De fem faser
 Der er for få eller ingen kildehenvisninger i denne artikel, hvilket er et problem. Du kan hjælpe ved at angive troværdige kilder til de påstande, som fremføres i artiklen.

De fem faser wu xing 五行 i kinesisk  filosofi er ild 火, vand 水, træ 木, metal 金 og jord 土. 
De fem faser er begreb der stammer fra Kinas oldtid; Det bliver ofte fejlagtigt kaldt De fem elementer på dansk, den korrekte oversættelse er de fem faser. 五 Wu betyder fem, 行 xing betyder utvetydigt fase og beskriver ikke noget statisk, men en udvikling gennem faser.

## Princip
De fem faser er de to mest grundlæggende kræfter yin og yang, der opstår ud af den ene universelle kraft taiji.  Når yin og yang har udviklet sig helt, repræsenteres de af henholdsvis ild og vand. Men når de kun har udviklet sig halvvejs, repræsenteres de af træ og metal. Den femte fase repræsenteres af jorden, der samler og understøtter de øvrige fire. 

## Oprindelse
Fra De Stridende Staters Periode og frem til Nord og Syd Perioden blev de fem faser, blandt meget andet, anvendt til at beskrive dynastiernes skiften. Dong Zhongshu 董仲舒 (179-104 f.kr.) forbandt eksempelvis dynastiers skiften med de fem faser. Her spillede fasernes farver og rækkefølge en stor rolle. Oprindeligt overvandt faserne hinanden (相剋) i en cyklus, hvor rækkefølgen af faserne var træ 木, jord 土, vand 水, ild 火 og metal 金, men i Handynastiet ændredes rækkefølgen til træ 木, ild 火, jord 土, metal 金 og vand 水, så de fem faser i stedet producerede hinanden (相生). Cyklussen kunne nu også vendes, så faserne i stedet nedbrød hinanden. Efter Nord og Syd Perioden havde de fem faser ikke længere indflydelse på dynastiernes skiften, men forblev en populær måde til at beskrive menneskers og tings kvaliteter og indbyrdes forhold.

## Anvendelse
De fem faser har stor betydning i Kinesisk filosofi, navnlig Taoisme, samt i Traditionel kinesisk medicin, hvor det er et af hovedprincipperne i at forstå samspillet mellem kroppens energimeridianer.
Også i Feng Shui har De fem faser stor betydning for harmonien i indretning af haver og landskaber.
Desuden har De fem faser en betydningsfuld rolle i kinesisk kosmologi.